# Schnabelkanne

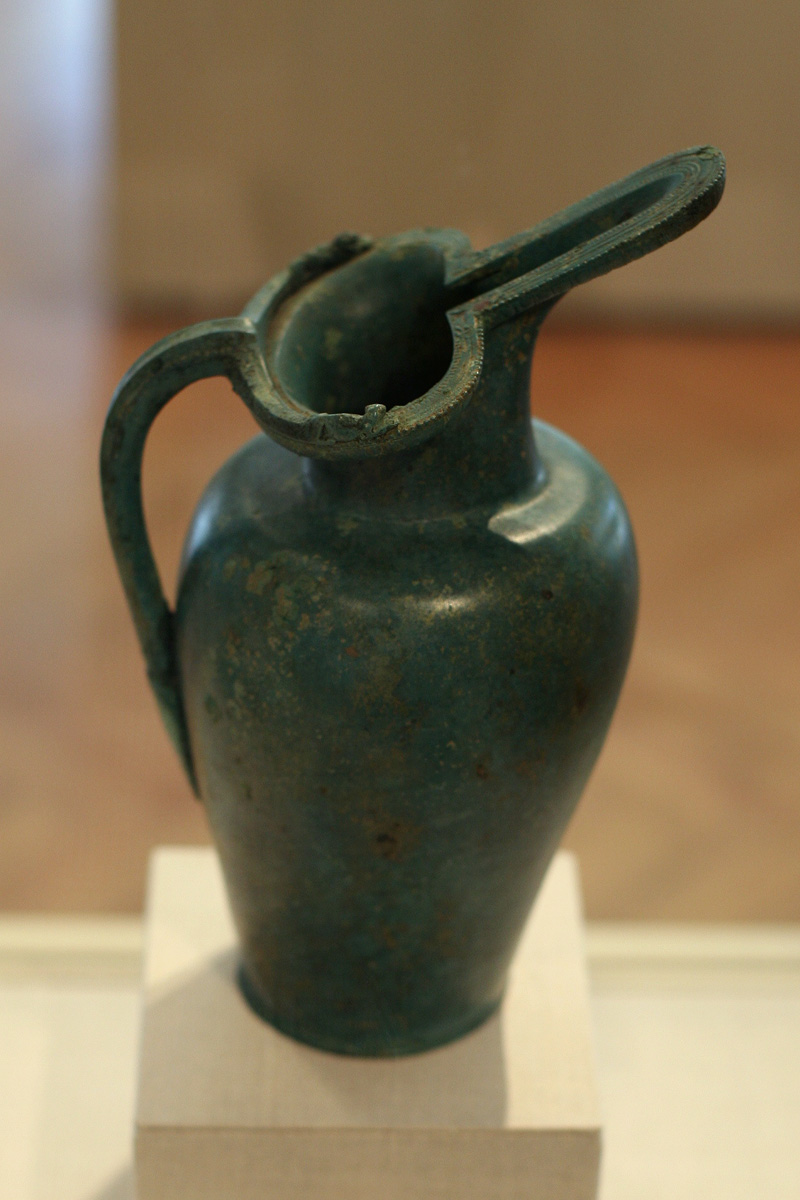
Etruskische Schnabelkanne

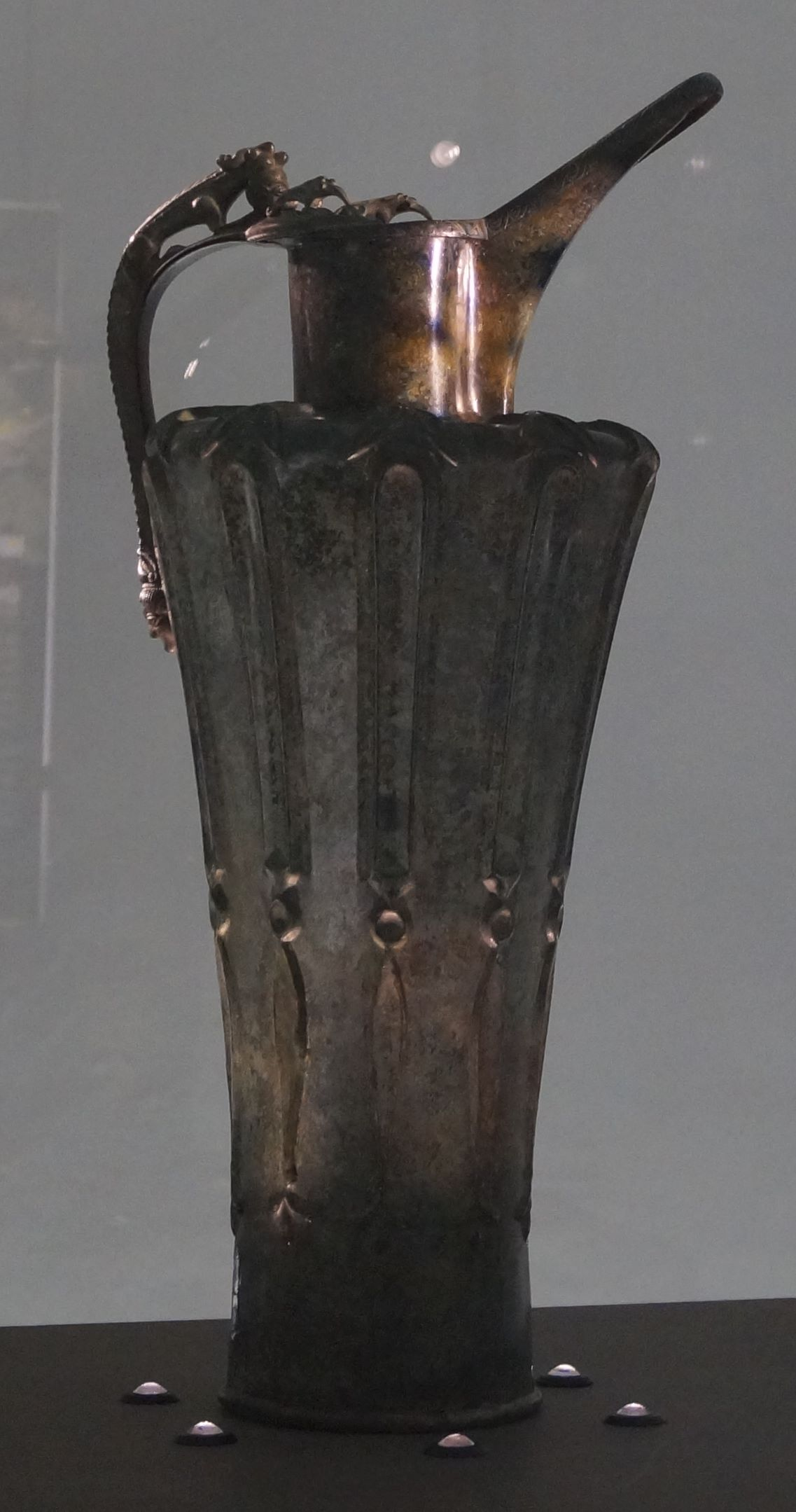
Keltische Schnabelkanne vom Dürrnberg

Als Schnabelkanne bezeichnet man eine Kanne mit lang ausgezogener Mündung.
Die ältesten Funde dieser Gefäßform stammen aus der Bronze- und Latènezeit.
Die Kelten und Sarden übernahmen die Form von den Etruskern. Sie importierten Schnabelkannen um sie zu kopieren und nach eigenem Stilempfinden weiterzuentwickeln. Sie waren meistens aus Bronze oder Ton gefertigt. Die bekanntesten keltischen Bronzeschnabelkannen stammen vom Dürrnberg bei Hallein in Österreich und vom hessischen Glauberg, dort wurde auch eine große Anzahl tönerner Kannen gefunden.
Auch als Schnabelkannen bekannte Gefäße wurden um 1600 in Siegburg hergestellt.